# Търговия на едро
Търговията на едро представлява стопанска дейност, при която се осъществява покупкопродажба на стоки и услуги, предназначени за по-нататъшна препродажба, преработка, внос или износ с цел получаване на печалба.
Извършва се между стокопроизводителите и търговците на дребно, както и между преработвателните фирми, поради което тя се разглежда като посредническа дейност.
Като специфична търговска дейност търговията на едро притежава своите особености.
- Осъществява и осигурява непрекъснато движение на стоковата размяна между отделните отрасли и стопански дейности, както и между самите стопански единици в страната. В това се проявява посредническият характер, който осигурява възможност за по-нататъшна реализация на предлаганите на пазара стоки и услуги.
- Организира движението на стоките от производителите и вносителите до търговията на дребно в страната, като от качеството и ефективността на тяхното движение зависи крайната реализация.
- Търговията на едро е стопанска дейност, която закупува големи количества стоки. Това ѝ дава възможност да ползва отстъпки от цените на тези стоки.
- В складовете си търговията на едро преобразува производствения асортимент в търговски. Извършва се разфасоване, групиране и комплектоване на стоки в съответствие с изискванията на търговските фирми на дребно или на други клиенти. 	'
- Закупува и формира стокови запаси при определена организация, технология и управление, като целта е те да бъдат реализирани при най-добри пазарни условия.
- Организира доставката на стоките при минимални транспортни разходи.
- Организира стоковото движение на икономическа и юридическа основа. Тази дейност се извършва на основата на сключени договори с доставчиците и търговците на дребно. В тях основно място имат срока на доставка, начина на плащане, количеството, равнището на цената.

## Видове предприятия
Стоковите търговци на едро са специализирани фирми и кооперации за осъществяване на търговия на едро, които придобиват собственост върху стоката. Те предлагат пълно или ограничено обслужване.
- В зависимост от района на дейностите, които извършват биват:
  - търговци на едро с национално значение;
  - търговци на едро с местно значение.

- Според вида на търгуваната стока биват:
  - търговски предприятия на едро, които търгуват с потребителски стоки;
  - търговски предприятия, търгуващи със стоки с производствено предназначение.

Брокерите са специализирани посредници, чиято основна функция е да улеснят производителите и доставчиците при установяване на контакти и водене на преговори за сключване на сделки. Участват в реализацията на стоките на производствени или търговски фирми, но не получават правото на собственост върху тях.
Агентите са представители на продавачите или купувачите, работят за тяхно име и за тяхна сметка. В зависимост от взаимоотношенията им с фирмите и предоставените им права биват:
- агенти по продажбите – получават права да продават стокова продукция на фирма производител или търговец на едро от тяхно име и за тяхна сметка;
- агенти по покупките – получават пълномощия от фирмите производители и търговците на едро и дребно да проучват пазара и да сключват сделки за покупка на стоки от тяхно име и за тяхна сметка.

Тържищата са места, определени за търгуване.